# Léran
Léran är en kommun i departementet Ariège i regionen Occitanien i södra Frankrike. Kommunen ligger  i kantonen Mirepoix som ligger i arrondissementet Pamiers. År 2022 hade Léran 616 invånare.

## Befolkningsutveckling
Antalet invånare i kommunen Léran
Referens: INSEE